# Chevillé

Chevillé este o comună în departamentul Sarthe, Franța. În 2009 avea o populație de 400 de locuitori.